# Zvonko Milojević
Zvonko Milojević (Svetozarevo, 30 augustus 1971) is een voormalig Joegoslavisch voetballer die speelde als doelman.

## Biografie
De jonge Milojević begon in zijn vaderland te voetballen bij Rode Ster Belgrado. Milojević kon zich bij die club opwerken tot in het A-elftal, waar hij debuteerde in 1991. De keeper bleef 6 seizoenen bij Red Star Belgrado en vertrok in 1997 naar België.
Daar kwam Zvonko Milojević terecht bij RSC Anderlecht waar hij reservedoelman werd. Dat jaar kwam ook Filip De Wilde terug naar Anderlecht, toen de absolute nummer één van Anderlecht die net enkele jaren in het buitenland gevoetbald had. De Wilde werd opnieuw nummer één en Milojević belandde op de bank.
Maar af en toe kreeg de Joegoslaaf een kans om in te vallen en dat deed hij dan ook. Zo speelde hij in zijn eerste seizoen toch 11 wedstrijden voor Anderlecht. Milojević kreeg steeds meer en meer concurrentie; eerst was er De Wilde, later kocht Anderlecht ook nog eens Geert De Vlieger. Veel speelkansen kwamen er niet meer voor Milojević en hij werd zelfs derde doelman van paars-wit.
In 2003 besloot Milojević weg te gaan zodat hij meer kon voetballen. Zo kwam de doelman bij KSC Lokeren uit, waar hij eerste doelman werd. Maar dat seizoen kwam ook Filip De Wilde terecht bij Lokeren en werd Milojević dus opnieuw tweede doelman.
De Wilde liep een zware beenbreuk op en werd zo verplicht om een einde te maken aan zijn carrière. Hierdoor werd Milojević automatisch de nieuwe doelman van KSC Lokeren.
In 2007 werd in onderling overleg met het bestuur van KSC Lokeren besloten het contract van Milojević te ontbinden. De doelman sukkelde al een heel seizoen met een blessure, waardoor hij een zware operatie zou moeten ondergaan.
Op 16 november 2007 werd bekendgemaakt dat Milojević bij een zeer zwaar auto-ongeval in coma was geraakt. De toestand was zeer zorgwekkend volgens de artsen. Pas na twaalf dagen ontwaakte hij uit de coma. Door het ongeval raakte hij verlamd aan beide benen.
Op 13 september 2008, na bijna een jaar revalidatie, werd hij in de wedstrijd tussen KSC Lokeren en Westerlo gehuldigd. 
Later zette hij zijn revalidatie voort in Servië.